# Toole County
Toole County är ett administrativt område i delstaten Montana, USA. År 2010 hade countyt 5 324 invånare. Den administrativa huvudorten (county seat) är Shelby. 

## Geografi
Enligt United States Census Bureau så har countyt en total area på 5 040 km². 4 949 km² av den arean är land och 91 km² är vatten. 

### Angränsande countyn
- Glacier County, Montana - väst
- Pondera County, Montana - syd
- Liberty County, Montana - öst
- gränsar mot Kanada i norr och nordost

### Städer och samhällen
- Shelby
- Kevin
- Sunburst